# Márk Iván
Márk Iván (Budapest, 1950. március 10. –) Balázs Béla-díjas magyar operatőr, filmproducer, egyetemi tanár. A Magyar Televízió Operatőri Tanácsának tagja.

## Életpályája
1968-ban híradásipari technikusként dolgozott. 1968–1970 között a Magyar Televízió technikusa volt. 1970–1974 között a Színház- és Filmművészeti Főiskola operatőr szakos hallgatója volt. 1974–1993 között a Magyar Televízió operatőre, 1982-től főoperatőre lett. 1985 óta a Színház- és Filmművészeti Főiskola oktatója. 1986 óta a Film- és Tv-művészek Szövetségének titkára. 1992–1995 között a Sparks Kft. ügyvezetője volt. 1995 óta az I'm Film producere, művészeti vezetője, valamint operatőre.
Együtt dolgozott például Jancsó Miklóssal, Szabó Istvánnal, Gothár Péterrel, Sándor Pállal, Maár Gyulával, Thed Lenssennel, Paul Meyerrel és Andre Kosztolányival. Olyan színészekkel forgatott, mint Leslie Nielsen, Scarlett Johansson, Anthony Perkins és Sylvia Kristel.

## Filmjei

### Operatőrként
- Ida regénye (1974)
- Napraforgó (1974)
- Magyar tájak (1976)
- Rendőrség (1976)
- Mélosz pusztulása (1976)
- Őfelsége, a nő (1977)
- Őfelsége, a férfi (1977)
- Haszontalanok (1977)
- Felső-Ausztria (1977)
- Boldogság (1977)
- Nyina naplója (1977)
- A Zebegényiek (1978)
- Baleset (1978)
- Viszontlátásra, drága (1978)
- Cseresznyéskert (1979)
- Ne adjatok rám aranyos palástot (1979)
- Szevasz, öcsi (1979)
- Lóden-show (1980)
- Rettegés és ínség a harmadik birodalomban (1980)
- Szerelmem Elektra (1980)
- Faustus (1980)
- A kékszakállú herceg vára (1981)
- Megbízható úriember (1981)[2]
- Szomorú vasárnap (1981)
- Brutus (1981)
- A természet lágy ölén (1981)
- Faustus doktor boldogságos pokoljárása (1982)
- Holtak hallgatása - Requiem egy hadseregért (1982)
- A száztizenegyes (1982)
- Az elítélt (1982)
- Nápolyi mulatságok (1982)
- Levél apámhoz (1982)
- A tökfilkó (1982)
- Ugye nem felejtesz el (1982)
- Akar velem játszani? (1982)
- Híres húsvét napján (1983)
- Omega, Omega, Omega (1984)
- A revizor (1984)
- Micsoda útjaim (1985)
- Zenés TV Színház (1985-1988)
- Helló, Einstein! (1985)
- Scuderi kisasszony (1986)
- A végtelenek a párhuzamosban találkoznak (1986)
- Első kétszáz évem (1986)
- A bukás (1986)
- Nóra (1986)
- Ördögi kísértetek (1986)
- Zsarumeló (1987)
- Csinszka (1987)
- Az ördög talizmánja (1987)
- Malom a pokolban (1987)
- A pacsirta (1987)
- Erőltetett menet (1988)
- A sötétség lánya (1989)
- Új hajnal hasad (1990)
- Eszterkönyv (1990)
- Csúcsközelben (1990)
- Búcsú a kommunizmustól (1990)
- A kommunizmus múmiái (1990)

### Producerként
- A gyűjtő (2004)
- Az Alef labirintusa (2009)
- Foszfor (2009)
- Minden jó, ha jó (2010)
- Éjszaka a Tónál (2010)
- Vacsora (2010)
- Ünnep (2010)
- RabláS (2010)
- Végállomás (2011)
- Külalak (2011)
- Drága besúgott barátaim (2012)
- Rigó és Kakukk (2012)

### Színészként
- Ripacsok (1981)